# 傑夫·戴維斯縣 (德克薩斯州)
傑夫·戴維斯縣（英語：Jeff Davis County）是美国德克萨斯州西部的一個縣，格蘭德河經過本縣最西端，面積2,265平方公里。根据2020年美國人口普查，共有人口1,996人。縣治戴維斯堡。該縣成立於1871年5月12日，縣名紀念美利堅邦聯總統傑佛遜·戴維斯。